# 伊瓜拉达
伊瓜拉达（西班牙语）是西班牙加泰罗尼亚巴塞罗那省的一个市镇。总面积8.12平方公里，总人口38 978人（2013年），人口密度4800人/平方公里。